# Ectropis lineata
Ectropis lineata là một loài bướm đêm trong họ Geometridae.